# Acronema yadongense
Acronema yadongense är en flockblommig växtart som beskrevs av Shou Lu Liou. Acronema yadongense ingår i släktet Acronema och familjen flockblommiga växter. Inga underarter finns listade i Catalogue of Life.